# Прохоров, Валерий Иванович
Валерий Иванович Прохоров (род. 26 февраля 1967 года, Славута) — российский тренер по армрестлингу и лёгкой атлетике. Заслуженный тренер России по армрестлингу (2001) и лёгкой атлетике (2007).

## Биография
Валерий Иванович Прохоров родился 26 февраля 1967 года в городе Славута Хмельницкой области. В 1987 году окончил Киевский военно-морской техникум связи. С 1987 по 1989 год проходил службу в звании мичмана ВМФ в должности начальника физической подготовки части во Владивостоке. После окончания службы с 1989 года живёт и работает в Сургуте.
В 1996 году Прохоров окончил факультет физической культуры Тюменского государственного университета. В 2013 году прошёл программу профессиональной переподготовки по дополнительному профессиональному образованию «Организация и управление физической культурой и спортом» в Екатеринбургском филиале Уральского государственного университета физической культуры.
Несколько лет был вице-президентом Федерации армрестлинга России.
В 2012 году в Сургуте совместно с Алексеем Ашапатовым учредил «Региональный благотворительный фонд спортивной подготовки и реабилитации инвалидов имени Алексея Ашапатова» и открыл Центр спортивной подготовки и реабилитации имени А. Ашапатова.
Работает тренером по легкой атлетике спорт лиц с поражением опорно-двигательного аппарата БУ «Центр адаптивного спорта Югры»
Наиболее высоких результатов среди его воспитанников добился Алексей Ашапатов — четырёхкратный олимпийский чемпион (2008, 2012), четырёхкратный чемпион мира МПК (2011, 2013).

## Награды и звания
- Почётное звание «Заслуженный тренер России» по армрестлингу (2001).
- Знак «Отличник физической культуры и спорта» (2001).
- Почётная грамота государственного комитета Российской Федерации по физической культуре и спорту (2003).
- Звание «Заслуженный деятель физической культуры и спорта Ханты-Мансийского автономного округа — Югры» (2004)[5].
- Почётный знак «За заслуги в развитии физической культуры и спорта» России (2004).
- Почётное звание «Заслуженный тренер России» по лёгкой атлетике среди спортсменов с ПОДА (2007).
- Занесён на Доску Почёта города Сургута (2009)[6][7][8].
- Орден Почёта (2010)[9].
- Медаль ордена «За заслуги перед Отечеством» II степени (2013)[10].
- Благодарность губернатора ХМАО-Югры (2015)[11].